# Distrito Histórico de Grand Circus Park
El Distrito Histórico de Grand Circus Park abarca un parque de 2 hectáreas y sus alrededores en el Downtown de Detroit, Míchigan, el cual conecta el distrito de los teatros con su distrito financiero. Lo atraviesa la Avenida Woodward, cuatro cuadras al norte del Campus Martius Park, y está delimitada por las calles Clifford, John R. y Adams. El distrito fue incluido en el Registro Nacional de Lugares Históricos en 1983. El edificio en 25 West Elizabeth Street fue agregado al distrito en 2000, y las estructuras adicionales ubicadas dentro del distrito, pero construidas entre 1932 y 1960, fueron aprobadas para su inclusión en 2012. En su zona sur se encuentra la estación Grand Cricus Park, que pertenece tanto al Detroit People Mover como al tranvía del QLine.

## Historia

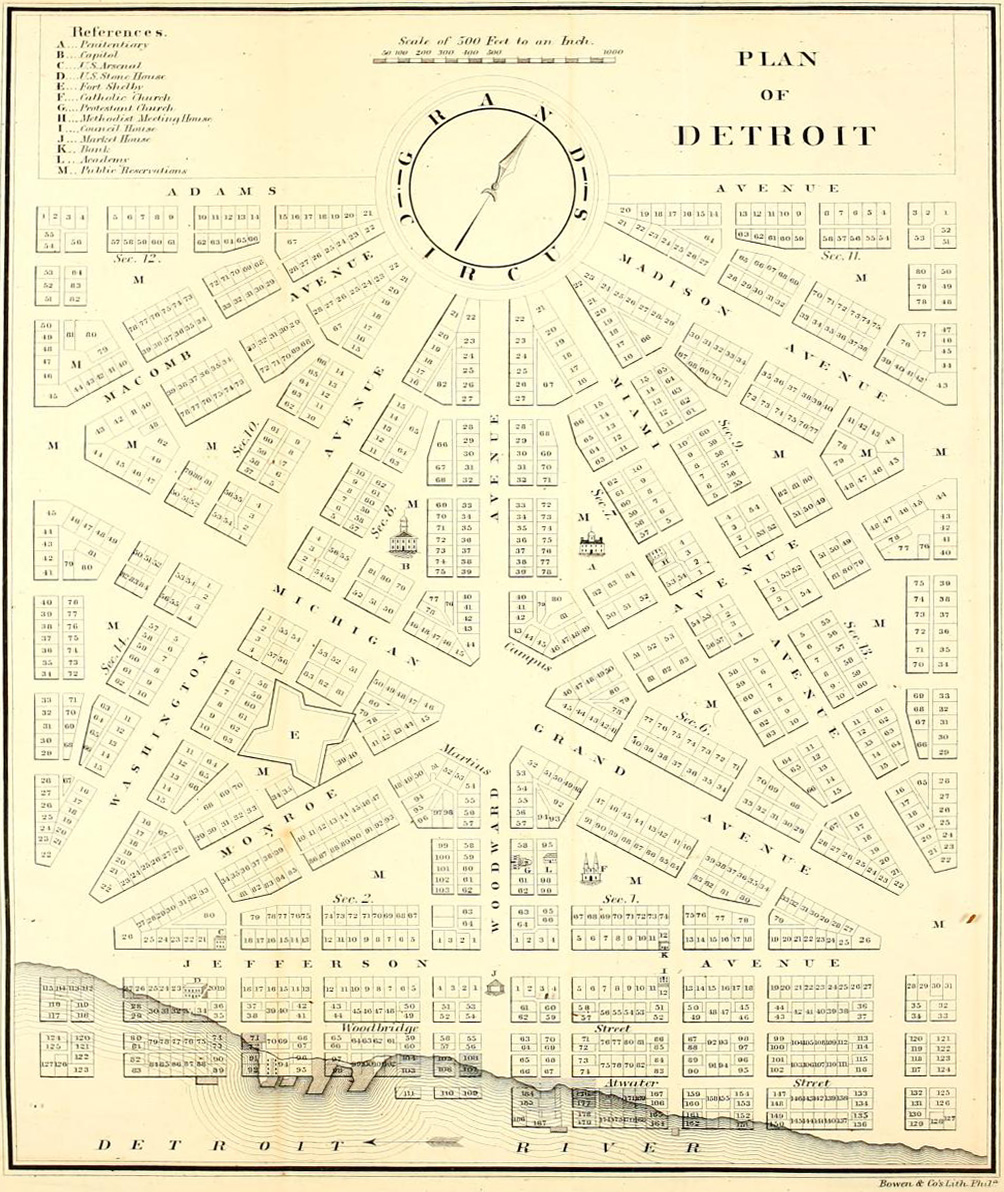
El plan de Augustus Woodward para las avenidas radiales de estilo barroco de Detroit. El Grand Circus Park iba a ser la rotonda que se aprecia en la parte superior.

Como parte del plan de Augustus Woodward para reconstruir la ciudad después del incendio de 1805, la ciudad creo el parque en 1850. Originalmente este iba a ser un círculo completo, pero los propietarios al norte de Adams Street prefirieron especular con su terrenos, y esto echó qal trasteel proyecto original. La Ópera de Detroit limita con el parque y los terrenos incluyen estatuas y fuentes monumentales. Cerca de este sitio histórico, el general George Armstrong Custer pronunció un elogio ante miles de personas reunidas tras el asesinato de Abraham Lincoln. 
El arquitecto Henry Bacon diseñó la Fuente Conmemorativa Russell Alger (1921) en Grand Circus Park. Otros proyectos de Bacon incluyen el Monumento a Lincoln en Washington D. C.. En la fuente hay una figura romana clásica que simboliza Míchigan del escultor estadounidense Daniel French, quien esculpió la figura de Lincoln para el Monumento en Washington.

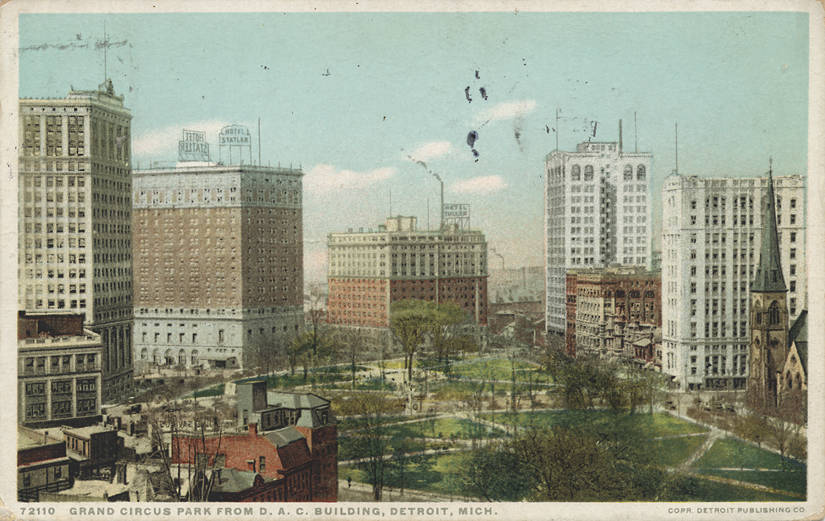
El Grand Circus Park hacia 1910.

En 1957, la ciudad de Detroit construyó un estacionamiento debajo de las dos mitades del parque. La porción este alberga espacio para 250 autos y la porción occidental tiene capacidad para 540.
El parque en forma de media luna está dividido en su centro por la Avenida Woodward, la calle principal de la ciudad. La Fuente de Alger ancla la mitad oriental y está coronada en su borde noroeste con una estatua del alcalde William Cotter Maybury. Su mitad occidental está anclada por la Fuente de Edison y coronada en su extremo noreste con una estatua del alcalde Hazen Pingree.
Los monumentos de Maybury y Pingree han sido reubicados varias veces. La estatua de Pingree se erigió en 1904 cerca de las avenidas Woodward y Park hacia el sur, mientras que la de Maybury ocupó un sitio en la mitad oriental del parque frente a Pingree a través de la avenida Woodward. Tras la excavación del garaje subterráneo en 1957, Pingree fue devuelto a su sitio original, mientras que Maybury fue colocado en el límite norte del parque, de espaldas a su enemigo. En la década de 1990, ambas estatuas se trasladaron una vez más a sus ubicaciones actuales.
Entre los edificios notables que rodean el parque se encuentran la Torre David Broderick y el David Whitney Building en el sur, en el Distrito Histórico del Boulevard Washington. El Kales Building, el Grand Park Centre, el Fyfe Building y la iglesia Metodista Unida Central se ejncuentran en el costado norte, que es recto y marca el inicio del Distrito Histórico de Park Avenue. Y el Comerica Park y la Ópera en el oriente, hacia lo que se conoce como el 'east necklace'.

## Desarrollo
El 12 de noviembre de 2007, Quicken Loans anunció su acuerdo de desarrollo con la ciudad para trasladar su sede al centro de Detroit, consolidando a unos 4.000 de sus empleados suburbanos en una medida considerada de gran importancia para los planificadores de la ciudad para restablecer el centro histórico. Los sitios de construcción reservados para el desarrollo bajo el acuerdo incluyen la ubicación del antiguo Statler en Grand Circus Park y la antigua ubicación de Hudson. (En el borde occidental del parque estuvieron anteriormente los hoteles ahora demolidos de Statler y Tuller). 
Grand Circus es atendido por la estación Grand Cricus Park del Detroit People Mover. Desde 2017 cuando fue inaugurado el QLine, esa estación es compartida con el tranvía que atraviesa de norte a sur el parque por la Avenida Woodward.

## El 'east necklace'

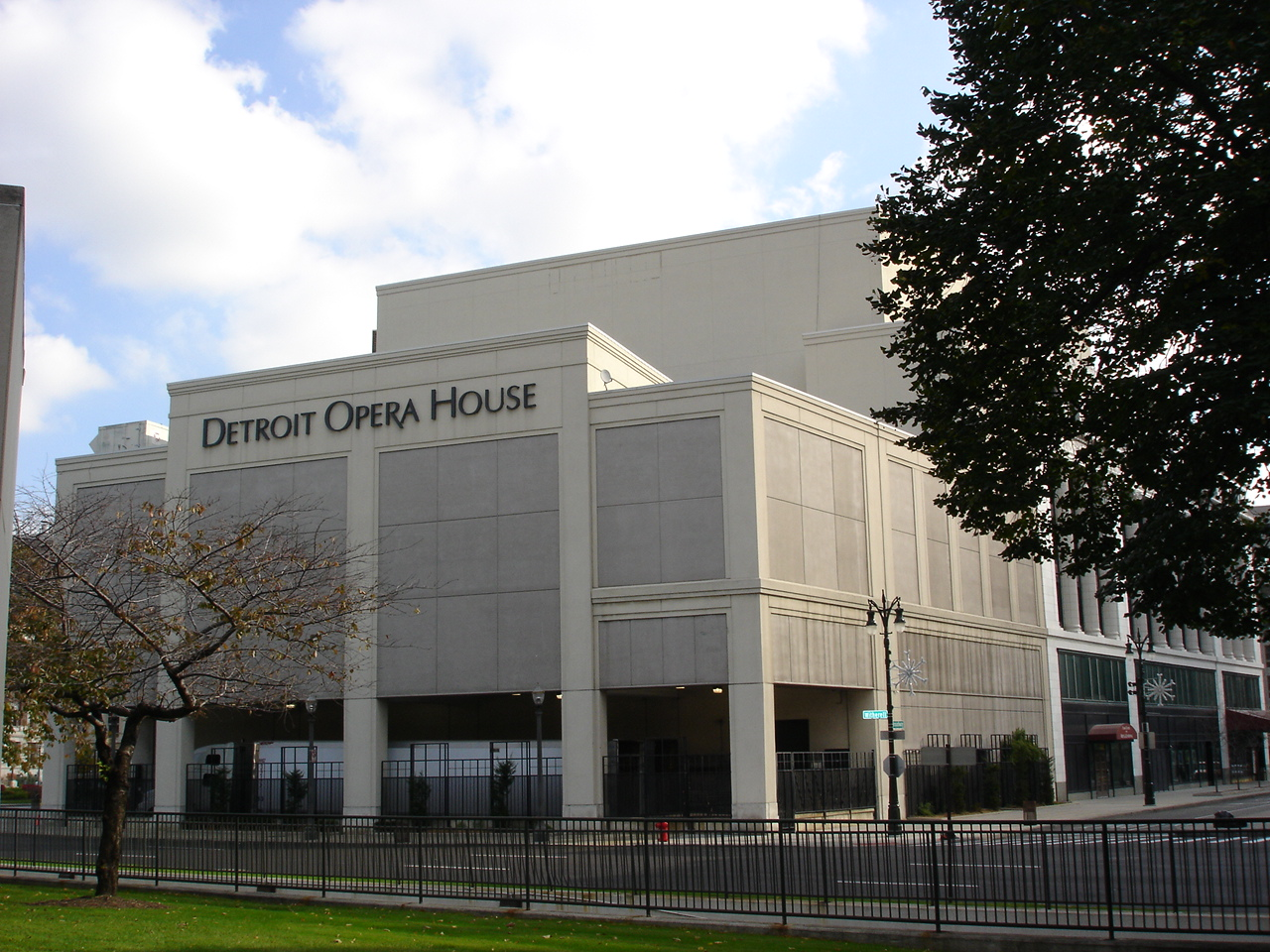
La Ópera de Detroit.

La Ópera de Detroit se encuentra en Broadway y Grand Circus. El east necklace del centro de la ciudad une Grand Circus y el área del estadio con Greektown a lo largo de Broadway. El east necklace contiene un subdistrito a veces llamado Harmonie Park District, que ha adquirido el famoso legado de la música de Detroit desde la década de 1930 hasta la década de 1950 hasta el presente.  
Cerca de la Ópera, y emanando de Grand Circus a lo largo del east necklace, hay otros lugares, como el Music Hall Center for the Performing Arts y el Gem Theatre y Century Club. 
El histórico Harmonie Club y Harmonie Center se encuentran a lo largo de Broadway. El área de Harmonie Park termina cerca del cruce de la avenida Gratiot con la calle Randolph. El Detroit Athletic Club da al jardín central en Comerica Park. 
Parte del east necklace contiene edificios arquitectónicamente notables planeados para la renovación como condominios residenciales de gran altura como el Metropolitan Building de estilo neogótico en 33 John R Street. El Hilton Garden Inn también se encuentra en el área de Harmonie Park. El área del east necklace es atendida por el Detroit People Mover en las estaciones de Cadillac Center y Broadway.